# エレクトロウェッティング
エレクトロウェッティング（英: Electrowetting）とは、（典型的には疎水性の）表面に電場を印加することにより、濡れ性を変化させることである。

## 歴史
水銀やその他の液体がさまざまな荷電表面上でエレクトロウェッティングの振る舞いを示すことはより古くから観測されていたが、これを初めて1875年に説明したのはガブリエル・リップマンである。1936年、アレクサンダー・フルムキンは表面電荷を用いて水滴の形状を変化させた。エレクトロウェッティングという用語が初めて導入されたのは1981年のことで、G. Beni および S. Hackwood が新型ディスプレイ設計の特許において用いられる効果を説明するために用いられた。化学的・生物学的な液体をマイクロ流体回路中の「液体トランジスタ」により操作することは1980年に J. Brown により調査され、1984年から1988年にかけてアメリカ国立科学財団から絶縁疎水性誘電体層 (EWOD)、非混和性流体、直流および高周波電源、微小な鋸歯型電極アレイと ITO 電極を用いてナノ液滴を直線形、円形、および指示された経路にそってデジタル的に移動させ、流体を圧送・混合させ、貯留し、液体の流れを電気的もしくは光学的に制御する技術に NSF Grants 8760730 & 8822197 により資金が拠出された。のちに、アメリカ国立衛生研究所の J. Silver との共同研究により、EWOD ベースの単一流体もしくは非混和性流体の移動、分離、保持およびデジタル PCR サブサンプルの封止手法が公開された。
さらに後に、裸電極上に形成した絶縁層上でのエレクトロウェッティングが Bruno Berge により研究され、1993年に出版された。この誘電体コーティングされた電極上でのエレクトロウェッティングは ElectroWetting-On-Dielectric (EWOD) と呼ばれ、従来の裸電極上でのエレクトロウェッティングとは区別される。金属電極の代わりに半導体を用いた EWOD システムも実証されている。また、導電体液滴（例: 水銀）を半導体（例:シリコン）電極上に置いてショットキー接合を形成させ、逆バイアスを印加した場合にもエレクトロウェッティングが観察されており、「ショットキーエレクトロウェッティング」と呼ばれている。この場合、液滴-半導体界面における空間電荷領域が EWOD における絶縁体の役割を果たす。
エレクトロウェッティングによるマイクロ流体操作は水中の水銀滴を用いてはじめて実証され、のちに空気中の水、さらに油中の水においても実証された。2次元的経路上の操作も後に実証された。液体を離散的にかつプログラム可能な形で操作するようなアプローチは、「デジタルマイクロ流体回路 (Digital Microfluidic Circuits)」もしくは「デジタルマイクロ流体力学 (Digital Microfluidics)」と称される。EWOD における離散化は、 Cho, Moon, Kim によりチップ上の液滴の作成・輸送・分割・統合の4つの基礎的機能をもったかたちではじめて実証された。

## 理論

液体、絶縁体、電極

エレクトロウェッティング効果は「固体-電解液間に印加される電圧による固体-電解液接触角の変化」と定義される。エレクトロウェッティング現象は、電場が印加された結果として生じる力を考えることにより説明することができる。電解液滴の端付近のフリンジ電場は液滴を電極に押し付ける力を生じさせ、巨視的な接触角を小さくし、接触面積を広げる傾向がある。また、熱力学的見地から説明することもできる。表面張力はある面積の表面を生じさせるために必要なヘルムホルツの自由エネルギーとして定義されるが、問題の系におけるヘルムホルツの自由エネルギーは化学的成分と電気力学的成分で書き下すことができる。化学的成分は電場が無い場合の通常の固体-電解液界面の表面張力に等しいが、電気力学的成分は導体と電解液間に形成されるキャパシタに蓄えられるエネルギーに等しく、この成分は印加する電場によって変動する。
エレクトロウェッティング挙動を最も単純に導出するためには熱力学モデルを用いるとよい。一方で、フリンジ場の精密な形状と液滴の局所曲率との相互作用を考慮すると詳細な数理モデルを得ることができる。以下には熱力学的導出を示す。
{\displaystyle \gamma _{ws}\,} – 電気力学的成分と化学的成分を総和した電解液と導体との間の総表面自由エネルギー
{\displaystyle \gamma _{ws}^{0}\,}  – 電場の無い場合の電解液と導体との間の表面自由エネルギー
{\displaystyle \gamma _{s}\,} – 導体と外部雰囲気との間の表面自由エネルギー
{\displaystyle \gamma _{w}\,} –  電解液と外部雰囲気との間の表面自由エネルギー
{\displaystyle \theta }  – 電解液と誘電体との間の巨視的接触角
{\displaystyle C} – 一様な厚さ t、比誘電率 εr をもつ誘電体のキャパシタンス єrє0/t
{\displaystyle V} – 実効印加電圧
総表面自由エネルギーと、化学的成分および電気力学的成分との関係式は以下のように得られる。
{\displaystyle \gamma _{ws}=\gamma _{ws}^{0}-{\frac {CV^{2}}{2}}\,}
ヤング・デュプレの式より、接触角 θと総表面自由エネルギー {\displaystyle \gamma _{ws}} との関係は以下のようになる。
{\displaystyle \gamma _{ws}=\gamma _{s}-\gamma _{w}\cos(\theta )\,}
上2式を組み合わせると、θ の印加電圧への依存性は次のように得られる。
{\displaystyle \cos \theta =\left({\frac {\gamma _{s}-\gamma _{ws}^{0}+{\frac {CV^{2}}{2}}}{\gamma _{w}}}\right)\,}
しかし、液体は飽和現象、すなわち飽和電圧を超えて印加電圧を高くしても接触角がそれ以上増えず、高電圧を印加しても界面が不安定になるだけという振る舞いをしめす。
これは、表面電荷は表面自由エネルギーに寄与するうちの1成分にすぎず、他の成分が誘導電荷により変化するためである。したがってエレクトロウェッティングの完全な説明は非定量的であるが、このような限界があることは驚くにはあたらない。
近年、 Klarman et al. によりエレクトロウェッティングを系の幾何形状に依存した大域的な現象としてとらえれば、接触角の飽和を普遍的に（用いられる物質によらずに）説明することができることが示された。この枠組みからは、逆エレクトロウェッティング（電圧を増すにつれて接触角が大きくなる）現象の可能性も予言される。
Chevaloitt により実験的に接触角の飽和は物性値によらないことが示されており、したがって良い物質を用いた場合にはほとんどの飽和理論が無効となることがわかった。この論文では飽和現象の原因は電気流体力学的不安定性ではないかと示唆されており、この理論は証明されてはいないが他のいくつかのグループからも示唆されている。

## 逆エレクトロウェッティング
逆エレクトロウェッティングは、機械エネルギーから電気エネルギーへのエネルギーハーベスティングに用いることができる。

## 液体注入膜上におけるエレクトロウェッティング
液体注入膜上におけるエレクトロウェッティング (electrowetting on liquid-infused film, EWOLF) という構成も発見されている。液体注入膜は、多孔質膜内に液体潤滑剤を液相と固相の濡れ性を精巧に制御してとじこめたものである。液-液界面においては接触線ピン止め効果がほぼないことを活用して、EWOLF では従来の EWOD に比べて液滴の往復可能性と可逆性の度合いを高めることができる。その上、液体潤滑剤相が多孔膜に浸潤していることにより粘性エネルギー散逸速度も向上し、液滴の振動が抑えられ、可逆性を損うことなく反応速度を上げることができる。このダンピング効果は、液体潤滑剤の粘性と厚さを変更することにより調節することができる。

## オプトエレクトロウェッティングおよびフォトエレクトロウェッティング
オプトエレクトロウェッティングおよびフォトエレクトロウェッティングはどちらも光によって誘起されるエレクトロウェッティング効果である。オプトエレクトロウェッティングは光伝導体を利用するのに対し、フォトエレクトロウェッティングはフォトキャパシタンスを利用し、液体-半導体-導体系において観測される。半導体の空間電荷領域中の電荷担体密度を光によって変調することにより、液滴の接触角を連続的に変化させることができる。この効果は修正されたヤング・リップマン方程式により説明できる。

## 材料
理由は未だ調査中であるが、予言されるようなエレクトロウェッティングの振る舞いは特定の表面においてのみ観測される。このため、望ましいエレクトロエッティング挙動をおこすために代替の材料によるコーティングをおこなって表面を機能化することがある例えば多孔質フッ素樹脂がエレクトロウェッティング用コーティング剤としては広く用いられており、またフッ素樹脂コーティングに適切な表面パターンを施すことにより振る舞いを改善することができる。フッソ樹脂は典型的にはアルミ箔やITOなどの上にコーティングされる。商業的に利用可能なポリマーとしては、疎水性の FluoroPel と超親水性の V シリーズが Cytonix から、 CYTOP が AGC から、Teflon AF がデュポンから発売されている。ガラス上の二酸化ケイ素や金といった表面材料も用いられている。これらの材料はそれそのものを接地電極として用いることができる。

## 応用
エレクトロウェッティングは調整機能付きレンズや電子ペーパー、屋外用電子ディスプレイや光ファイバー用スイッチなどに応用されている。近年はコーヒー染みを抑制するソフトマター操作といった応用も存在する。さらに、流出油洗浄や油水分離にエレクトロウェッティング機能をもつフィルタを応用することが提案されている。CytonixCytonix

## 国際学会
エレクトロウェッティングを主題とした国際学会が隔年で開かれており、2018年6月18日から6月20日にかけてはオランダのトゥウェンテ大学において開催された。

## References
1. ↑  Beni, G.; Hackwood, S. (1981-02-15). “Electro‐wetting displays”. Applied Physics Letters (AIP Publishing) 38 (4):  207–209. doi:10.1063/1.92322. ISSN 0003-6951.
2. ↑  [リンク切れ]
3. ↑  “Archived copy”. 2011年7月8日時点のオリジナルよりアーカイブ。2009年11月14日閲覧。
4. ↑  S. Arscott “Electrowetting and semiconductors” RSC Advances 4, 29223 (2014). doi:10.1039/C4RA04187A.
5. ↑  C. Palma and R. Deegan “Electrowetting on semiconductors” Appl. Phys. Lett. 106, 014106 (2015). doi:10.1063/1.4905348.
6. ↑  S. Arscott and M. Gaudet "Electrowetting at a liquid metal-semiconductor junction" Appl. Phys. Lett. 103, 074104 (2013). doi:10.1063/1.4818715.
7. ↑  Pollack, Michael G.; Fair, Richard B.; Shenderov, Alexander D. (2000-09-11). “Electrowetting-based actuation of liquid droplets for microfluidic applications”. Applied Physics Letters (AIP Publishing) 77 (11):  1725–1726. doi:10.1063/1.1308534. ISSN 0003-6951.
8. ↑  Cho, S. K.; Moon, H.; Kim, C.-J. (2003). “Creating, transporting, cutting, and merging liquid droplets by electrowetting-based actuation for digital microfluidic circuits”. Journal of Microelectromechanical Systems (Institute of Electrical and Electronics Engineers (IEEE)) 12 (1):  70–80. doi:10.1109/jmems.2002.807467. ISSN 1057-7157.
9. ↑  Chang, H. C.; Yeo, L. (2009). Electrokinetically Driven Microfluidics and Nanofluidics. Cambridge University Press
10. ↑  Kirby, B. J. (2010). Micro- and Nanoscale Fluid Mechanics: Transport in Microfluidic Devices.. Cambridge University Press. ISBN 978-0-521-11903-0
11. ↑  Klarman, Dan; Andelman, David; Urbakh, Michael (2011-05-17). “A Model of Electrowetting, Reversed Electrowetting, and Contact Angle Saturation”. Langmuir (American Chemical Society (ACS)) 27 (10):  6031–6041. arXiv:1102.0791. doi:10.1021/la2004326. ISSN 0743-7463.
12. ↑  Chevalliot, Stéphanie; Kuiper, Stein; Heikenfeld, Jason (2012). “Experimental Validation of the Invariance of Electrowetting Contact Angle Saturation”. Journal of Adhesion Science and Technology (Brill) ahead-of-print (ahead-of-print):  1–22. doi:10.1163/156856111x599580. ISSN 0169-4243.
13. ↑  Krupenkin, Tom; Taylor, J. Ashley (2011-08-23). “Reverse electrowetting as a new approach to high-power energy harvesting”. Nature Communications (Springer Science and Business Media LLC) 2 (1):  448. doi:10.1038/ncomms1454. ISSN 2041-1723.
14. ↑  Hao, Chonglei; Liu, Yahua; Chen, Xuemei; He, Yuncheng; Li, Qiusheng; Li, K. Y.; Wang, Zuankai (2014-10-30). “Electrowetting on liquid-infused film (EWOLF): Complete reversibility and controlled droplet oscillation suppression for fast optical imaging”. Scientific Reports (Springer Science and Business Media LLC) 4 (1):  6846. doi:10.1038/srep06846. ISSN 2045-2322.
15. ↑  Chiou, Pei Yu; Moon, Hyejin; Toshiyoshi, Hiroshi; Kim, Chang-Jin; Wu, Ming C. (2003). “Light actuation of liquid by optoelectrowetting”. Sensors and Actuators A: Physical (Elsevier BV) 104 (3):  222–228. doi:10.1016/s0924-4247(03)00024-4. ISSN 0924-4247.
16. ↑  Park, Sung-Yong; Teitell, Michael A.; Chiou, Eric P. Y. (2010). “Single-sided continuous optoelectrowetting (SCOEW) for droplet manipulation with light patterns”. Lab on a Chip (Royal Society of Chemistry (RSC)) 10 (13):  1655. doi:10.1039/c001324b. ISSN 1473-0197.
17. ↑  Arscott, Steve (2011). “Moving liquids with light: Photoelectrowetting on semiconductors”. Scientific Reports (Springer Science and Business Media LLC) 1 (1):  184. doi:10.1038/srep00184. ISSN 2045-2322.
18. ↑  Yang, Chun-Guang; Xu, Zhang-Run; Wang, Jian-Hua (February 2010). “Manipulation of droplets in microfluidic systems”. TrAC Trends in Analytical Chemistry 29 (2):  141–157. doi:10.1016/j.trac.2009.11.002.
19. ↑  Brabcova, Zuzana; McHale, Glen; Wells, Gary G.; Brown, Carl V.; Newton, Michael I. (20 March 2017). “Electric field induced reversible spreading of droplets into films on lubricant impregnated surfaces”. Applied Physics Letters 110 (12):  121603. Bibcode: 2017ApPhL.110l1603B. doi:10.1063/1.4978859.
20. ↑  Lu, Yi; Sur, Aritra; Pascente, Carmen; Ravi Annapragada, S.; Ruchhoeft, Paul; Liu, Dong (March 2017). “Dynamics of droplet motion induced by Electrowetting”. International Journal of Heat and Mass Transfer 106:  920–931. doi:10.1016/j.ijheatmasstransfer.2016.10.040.
21. ↑  H.Burak Eral, D.Mampallil, M. H. G. Duits, F. Mugele "Suppressing the coffee stain effect: how to control colloidal self-assembly in evaporating drops using electrowetting", Soft Matter, 2011, 7, 4954–4958, doi:10.1039/C1SM05183K
22. ↑  H. Burak Eral, R. Ruiter, J. Ruiter, J. M. Oh, C. Semprebon, M. Brinkmann, F. Mugele, "Reversible morphological transitions of a drop on a fiber", Soft Matter, 2011, 7 (11), 5138 – 5143, doi:10.1039/C0SM01403F